# 狩野貞信
狩野 貞信（かのう さだのぶ、慶長2年4月7日（1597年5月22日） - 元和9年9月20日（1623年11月12日））は、安土桃山時代から江戸時代初期の狩野派（江戸狩野）の絵師。狩野光信の長男で、狩野永徳直系の孫。名は四郎次郎、通称は左近。

## 略伝
京都出身。慶長13年（1608年）に父・光信が亡くなると、叔父狩野孝信の後見で育つ。慶長19年（1614年）の名古屋城障壁画制作に参加。若年ながら狩野家嫡流という血統の高さゆえ、本丸御殿表書院上段之間という最も格式の高い部屋を担当したとする説が有力である。
元和5年（1619年）に孝信も亡くなると、同年の内裏女御御所や、翌年から翌々年にかけての内裏小御所御亭（現在の妙心寺麟祥院障壁画）の障壁画制作に、狩野家総領として参加した。しかし若くして病に倒れ、病床で後事を案じながら江戸で亡くなった。享年27。墓所は池上本門寺。狩野宗家の地位は、貞信が死の床にある際、狩野長信や狩野吉信、狩野甚之丞らの一族の重鎮が話し合い、従弟に当たる狩野安信が継いだ。
若くして亡くなったため、現在確認されている作品は極めて少ない。その僅かな作品から画風を推測すると、水墨画においては狩野元信以来の様式を守り、その画法を脱するまでには至らなかった。一方、金碧画では父光信の細部描写を継承しつつそれを更に繊細化、筆勢よりも彩色に重きを置き、一層和様化を推し進めた。また、名古屋城上段之間に見られるモチーフの整理による画面の平面化、画面の枠を意識した構図などは、後の狩野探幽（従弟、安信の兄）に引き継がれる要素が見られる。

## 現存作品
| 作品名                                 | 技法         | 形状・員数                        | 寸法（縦x横cm） | 所有者                   | 年代                     | 落款・落款                                  | 備考 |
| -------------------------------------- | ------------ | --------------------------------- | --------------- | ------------------------ | ------------------------ | ------------------------------------------- | --- |
| 「狩野寄合書」のうち「王昭君」         | 紙本著色     | 六曲一双押絵貼屏風12図のうちの1図 | 118.5x50.1      | ハラ ミュージアム アーク | 1610年代（慶長末年）     | 款記「狩野四郎二郎」/「元信」朱文方郭内壺印 | 仮名で署名していることから、元服以前の作。                                                                                     |
| 帝鑑図屏風のうち「解網施仁図」         |              | 六曲一双押絵貼屏風12図のうちの1図 |                 | 東京国立博物館           | 1618-21年（元和4-7年）頃 |                                             | |
| 楼閣山水図舞良戸貼付                   | 紙本墨画     | 10面                              |                 | 麟祥院霊屋陣内           | 1620-21年（元和6-7年）頃 |                                             | |
| 旧円満院宸殿障壁画のうち「住吉社頭図」 | 紙本金地著色 | 襖6面                             |                 | 京都国立博物館           |                          |                                             | 重要文化財。無署名ながら上記の「解網施仁図」と描法が酷似しており、貞信の作とする意見がある。しかし、狩野長信をあてる説もある。 |
| Herons and Old WIllow                  | 紙本金地著色 | 二曲一隻                          | 167.8x190.2     | フリーア美術館           |                          |                                             | |

## 参考資料
- 松木寛 『御用絵師 狩野家の血と力』 講談社〈講談社選書メチエ〉、1994年、ISBN 978-4-06-258030-4
- 小嵜善通 「狩野貞信の作風」武田恒夫先生古稀記念会編『美術史の断面』 清文堂、1995年、ISBN 4-7924-0405-3